# Punto di Schelling
Nella teoria dei giochi un punto di Schelling (chiamato anche punto focale) è una soluzione che i giocatori tendono ad adottare in assenza di comunicazione, poiché esso appare naturale, speciale o rilevante per loro. Il concetto fu introdotto dall'economista statunitense, premio Nobel nel 2005, Thomas Schelling nel libro La strategia del conflitto (1960). In questo libro (a pagina 57), Schelling descrive un punto focale come: "l'aspettativa di ogni giocatore su quello che gli altri si aspettano che lui si aspetti di fare".

## Esempio
Consideriamo un semplice esempio: a due persone, che non possono comunicare tra loro, è mostrato un pannello con quattro quadrati e gli viene chiesto di selezionarne uno; se e solo se entrambi selezionano lo stesso ricevono un premio. Tre quadrati sono blu e uno è rosso. Assumiamo quindi che non conoscano nulla sull'altro giocatore, ma che entrambi vogliano vincere il premio, ragionevolmente sceglieranno entrambi il quadrato rosso. Di certo, il quadrato rosso non è un quadrato migliore degli altri; i giocatori possono vincere scegliendo entrambi un qualsiasi quadrato. È il quadrato giusto da scegliere solo se possiamo essere sicuri che l'altro giocatore ha scelto quello; ma per le ipotesi del gioco nessun quadrato è certamente quello giusto. È il quadrato che si nota maggiormente e i giocatori sceglieranno quello con frequenza maggiore di tutti gli altri. Questo fatto viene verificato grazie a prove empiriche.
Schelling stesso illustra questo concetto tramite il seguente problema: domani devi incontrare un estraneo a New York. Dove e quando lo incontri? Questo è un gioco di coordinamento, dove tutti gli orari e tutti i luoghi della città possono essere una soluzione di equilibrio. Schelling propose ad un gruppo di studenti questo quesito e trovò che la risposta più comune era: "alla Grand Central Station a mezzogiorno". Non c'è nulla che rende la GCS un luogo con un payoff maggiore (il giocatore potrebbe facilmente incontrare qualcuno al bar, o nella stanza di lettura di una biblioteca pubblica), ma la sua tradizione come luogo di incontro la rende speciale, ed è perciò un "Punto di Schelling".